# 판즈화시
판즈화시(중국어: 攀枝花, 병음: Pānzhīhūa)는 쓰촨성의 지급시로 진사강과 이룽강의 합류 지점에 위치한다.

## 역사
판즈화는 1960년대에 마오쩌둥의 대호령에 의해 건설된 인공적인 도시이다. 1965년에 판즈화 철광의 개발이 시작되어 도시 건설도 시작되었다. 당초에는 판즈화 특구(攀枝花特区)로 불렸고 이후 두커우시(渡口市)로 고쳐졌지만, 1987년에 판즈화시로 개칭했다.

## 지리
북위 26°05′~27°21′, 동경 102°15′~108°08′ 사이에 위치한다. 북쪽, 동쪽, 남쪽 삼면으로 량산 이족 자치주가 에워싸고 있고 서쪽은 윈난성과 접한다.
이 일대는 깊은 산 안에 있다. 산지가 전체 면적의 88.38%를 차지한다. 시역의 서쪽에는 티베트고원의 동단에 위치하는 헝돤산맥, 동쪽에는 다량산산맥, 북쪽에는 다쉐산맥과 같은 고산이 남북으로 달리고, 남쪽에는 진사강이 통과한다. 지형은 서북쪽이 높고, 동남쪽이 낮다. 시역내의 최고 지점은 서북부의 옌볜현에 있는 바이링산으로, 해발은 4,195.5m에 이른다. 최저 지점인 런허구 핑디 진도 해발은 937m로 높다. 시의 중심부나 공업지대의 해발은 1,000m에서 1,200m의 사이에 펼쳐지고, 농지는 1,000m에서 1,800m에 걸쳐 퍼진다.
시내에서 진사강과 야룽강이 합류한다. 시에서는 진사강, 야룽강, 안닝허, 다허, 싼위안허 등의 대하와 그 지류가 깊은 협곡을 흘러 웅대한 경관을 이룬다. 한 때 대왕판다의 고향이었던 고대의 소철나무 숲이 남아있다.
연평균 기온은 19.7°C~20.5°C이다. 무상기일은 300일 정도이고 연일조시간은 2300~2700시간이다.
| 판즈화시의 기후                                               | 판즈화시의 기후 | 판즈화시의 기후 | 판즈화시의 기후 | 판즈화시의 기후 | 판즈화시의 기후 | 판즈화시의 기후 | 판즈화시의 기후 | 판즈화시의 기후 | 판즈화시의 기후 | 판즈화시의 기후 | 판즈화시의 기후 | 판즈화시의 기후 | 판즈화시의 기후 |
| 월                                                            | 1월             | 2월             | 3월             | 4월             | 5월             | 6월             | 7월             | 8월             | 9월             | 10월            | 11월            | 12월            | 연간            |
| ------------------------------------------------------------- | --------------- | --------------- | --------------- | --------------- | --------------- | --------------- | --------------- | --------------- | --------------- | --------------- | --------------- | --------------- | --------------- |
| 역대 최고 기온 °C (°F)                                        | 29.2 (84.6)     | 32.5 (90.5)     | 35.9 (96.6)     | 38.5 (101.3)    | 40.4 (104.7)    | 39.8 (103.6)    | 38.8 (101.8)    | 38.1 (100.6)    | 35.1 (95.2)     | 33.5 (92.3)     | 30.5 (86.9)     | 28.1 (82.6)     | 40.4 (104.7)    |
| 일평균 최고 기온 °C (°F)                                      | 21.8 (71.2)     | 25.0 (77.0)     | 28.8 (83.8)     | 31.7 (89.1)     | 32.9 (91.2)     | 32.6 (90.7)     | 31.0 (87.8)     | 30.7 (87.3)     | 28.7 (83.7)     | 26.7 (80.1)     | 23.8 (74.8)     | 21.1 (70.0)     | 27.9 (82.2)     |
| 일일 평균 기온 °C (°F)                                        | 13.6 (56.5)     | 17.1 (62.8)     | 21.3 (70.3)     | 24.5 (76.1)     | 26.1 (79.0)     | 26.4 (79.5)     | 25.3 (77.5)     | 24.9 (76.8)     | 23.0 (73.4)     | 20.5 (68.9)     | 16.3 (61.3)     | 13.2 (55.8)     | 21.0 (69.8)     |
| 일평균 최저 기온 °C (°F)                                      | 7.2 (45.0)      | 10.2 (50.4)     | 14.4 (57.9)     | 17.9 (64.2)     | 20.4 (68.7)     | 21.7 (71.1)     | 21.5 (70.7)     | 21.0 (69.8)     | 19.4 (66.9)     | 16.4 (61.5)     | 11.3 (52.3)     | 7.6 (45.7)      | 15.8 (60.4)     |
| 역대 최저 기온 °C (°F)                                        | 1.7 (35.1)      | 3.6 (38.5)      | 4.9 (40.8)      | 8.7 (47.7)      | 10.5 (50.9)     | 13.6 (56.5)     | 15.2 (59.4)     | 15.6 (60.1)     | 10.9 (51.6)     | 9.5 (49.1)      | 3.3 (37.9)      | 0.4 (32.7)      | 0.4 (32.7)      |
| 평균 강수량 mm (인치)                                         | 6.3 (0.25)      | 3.5 (0.14)      | 7.3 (0.29)      | 13.4 (0.53)     | 50.5 (1.99)     | 146.6 (5.77)    | 216.0 (8.50)    | 176.1 (6.93)    | 137.6 (5.42)    | 52.7 (2.07)     | 11.7 (0.46)     | 2.0 (0.08)      | 823.7 (32.43)   |
| 평균 강수일수 (≥ 0.1 mm)                                      | 1.8             | 1.5             | 2.4             | 3.9             | 8.6             | 13.9            | 18.2            | 15.3            | 13.0            | 8.4             | 3.0             | 1.1             | 91.1            |
| 평균 상대 습도 (%)                                            | 51              | 39              | 33              | 36              | 46              | 60              | 72              | 72              | 74              | 71              | 67              | 62              | 57              |
| 평균 월간 일조시간                                            | 237.9           | 247.0           | 280.3           | 279.0           | 263.6           | 210.6           | 183.7           | 194.1           | 164.3           | 198.7           | 213.3           | 217.5           | 2,690           |
| 가능 일조율                                                   | 72              | 77              | 75              | 72              | 63              | 51              | 44              | 48              | 45              | 56              | 66              | 67              | 61              |
| 출처: 중국기상국 (평년값: 1991년~2020년, 극값: 1971년~2010년) |                 |                 |                 |                 |                 |                 |                 |                 |                 |                 |                 |                 |                 |

## 경제
판즈화는 천연 자원의 보고이나 1960년까지 황무지로 남아있었다. 1966년에 장강 상류의 철강 생산의 중심으로써 세워졌다. 도시는 중국 남서부의 선도적인 철강 회사인 "판즈화 강철 집단(攀钢)"의 본거지이다.
판즈화는 고도로 산업화된 지역으로 사실상 광업에 의해 지배되고 있다. 광산으로 사용되지 않는 대부분의 땅은 생계형 농장이 차지한다.

## 교통
판즈화는 철도로 청두, 쿤밍을 오갈 수 있으며, 판즈화 바오안공 공항으로도 오갈 수 있다.

## 행정 구역

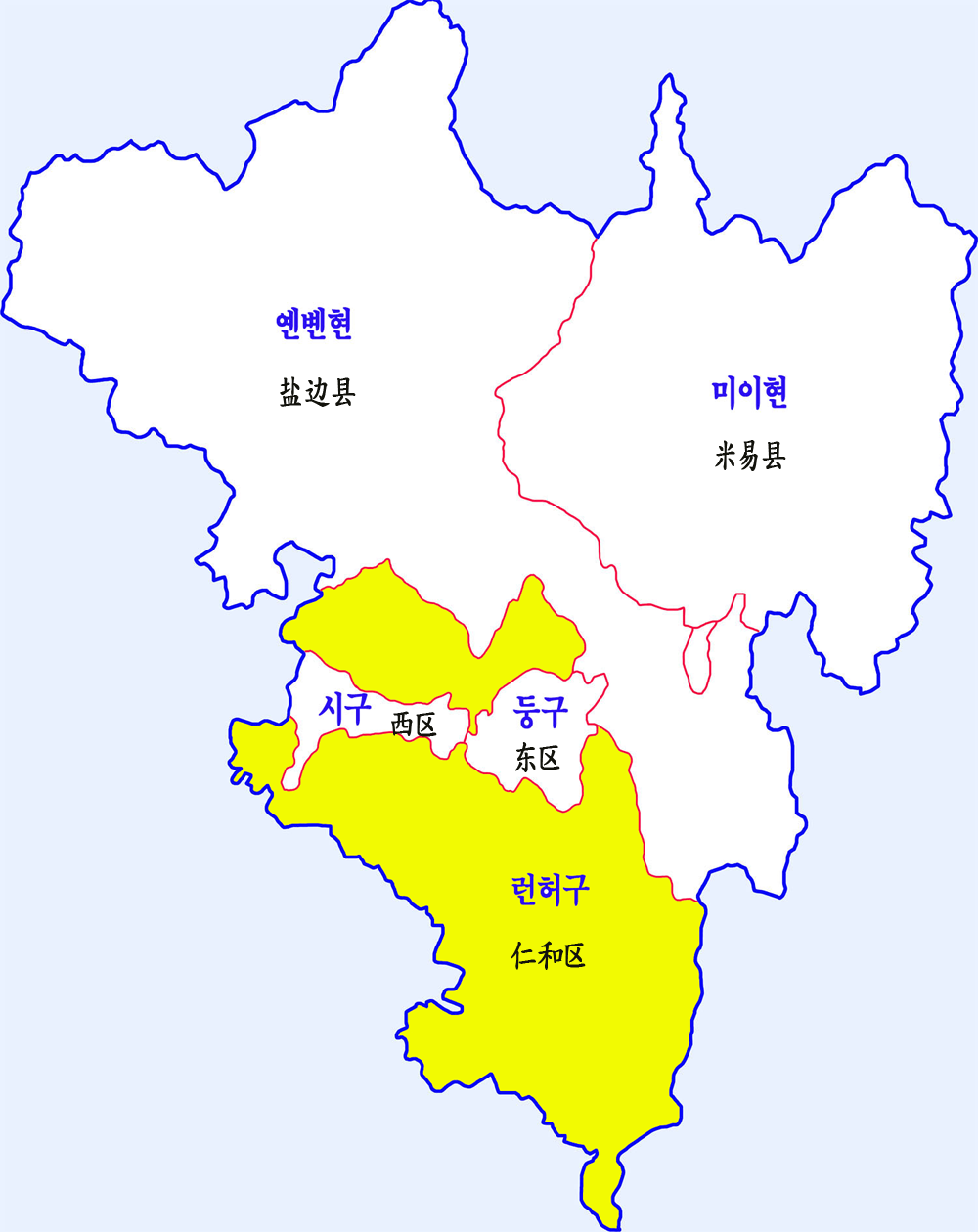
판즈화의 행정구역

3개의 시할구, 2개의 현을 관할한다.
시할구
- 둥구(东区)
- 시구(西区)
- 런허구(仁和区)

현
- 미이현(米易县)
- 옌볜현(盐边县)